# AC Bristol
De AC Bristol was een auto van AC. De auto had een carrosserie die erg leek op die van een Ferrari 166 Touring Barchetta. In 1957 verscheen deze auto ook op de 24 uur van Le Mans en werd tweede in zijn klasse. In 1958 deed AC ook mee aan de 24 uur van Le Mans met twee Bristols. De ene was de normale die negende werd en de andere was de Special met een nieuw chassis van Tojeiro die achtste werd. In 1961 kreeg de auto een nieuwe motor, omdat Bristol stopte met het produceren van motoren. De Bristol kreeg toen de 2.6 liter zescilinder van een Ford Zephyr. In 1963 stopte AC met het maken van de Bristol.